# PC Gamer
 (décembre 2018).
Si vous disposez d'ouvrages ou d'articles de référence ou si vous connaissez des sites web de qualité traitant du thème abordé ici, merci de compléter l'article en donnant les références utiles à sa vérifiabilité et en les liant à la section « Notes et références ».
PC Gamer est un magazine mensuel de presse spécialisé dans les jeux vidéo sur PC. Il existe en deux versions, une anglaise et une américaine, et possède également un site web. Une version française, renommée PC Jeux, a également existé entre 1997 et 2012. Le magazine présente les nouveautés de l'industrie du jeu vidéo, des articles sur les nouveaux jeux mais aussi sur d'anciens jeux populaires, ainsi que sur du matériel de jeu. Un PC Gamer est aussi un ordinateur pourvu de performances de haute qualité afin de faire tourner des jeux qui les nécessitent.

## Notation des jeux
Les articles de PC Gamer sont écrits par les rédacteurs du magazine et par des rédacteurs indépendants. Ils notent les jeux sur une échelle de pourcentage. Dans la version américaine, aucun jeu n'a encore reçu une note supérieure à 98 % (Sid Meier's Alpha Centauri, Half-Life 2 et Crysis), tandis que la version anglaise n'a jamais décerné de note au-dessus de 96 % (Civilization II, Half-Life, Half-Life 2 et Quake II).
Dans la version anglaise, la plus basse note numérique a été 2 %, attribuée à Big Brother 1. Sa suite, Big Brother 2, aurait dû recevoir une note encore inférieure. En fait, aucune note n'a vraiment été donnée, l'auteur de l'article expliquant qu'il "produisait autant d'efforts à tester le jeu que ses créateurs à le faire".
Pour la version américaine, la note la plus basse attribuée est actuellement de 4 %, donnée à Mad Dog McCree, sous-classant le jeu précédemment le moins bien noté, Skydive! avec 5 % (qui était techniquement en égalité avec Extreme Watersports, aussi noté 5 %).

## Éditions

### Un magazine international
Il existe en deux versions principales de PC Gamer, anglaise et américaine. 
Toutes deux sont publiées par Future Publishing. L'original est la version anglaise qui existe depuis novembre 1993, sa cousine américaine a été lancée en juin 1994.
En juillet 1997, Edicorp, société sœur de Future Publishing, lance en France PC Jeux, basé sur la version britannique de PC Gamer. Future éditera le magazine jusqu'en octobre 2007, date à laquelle elle revend sa filiale française. Les groupes Yellow Media puis M.E.R.7. continueront d'éditer PC Jeux jusqu'en novembre 2012. En novembre 2014, le groupe Nickel Média, propriété d'anciens dirigeants d'Edicorp, relance PC Gamer en France, dans une déclinaison qui n'emprunte guère plus que son nom à son modèle britannique.
Il existe d'autres éditions locales qui utilisent pour base l'une des deux éditions précédemment citées. La version anglaise étant par exemple déclinée dans des versions malaisienne et russe. L'édition suédoise, même si elle est aussi basée sur l'anglaise, tend à être plus indépendante ; ceci est dû au grand engouement éprouvé pour les jeux vidéo PC par rapport aux jeux pour consoles en Suède. Une version australienne était publiée mensuellement par Conspiracy Publishing, depuis août 1998, mais a été arrêtée au milieu de l'année 2004.
Les deux magazines, anglais et américain, sont publiés treize fois par an (deux fois en décembre), à quelques variations près.

### PC Gamer UK

#### Historique
L'édition britannique de PC Gamer a été en constante publication mensuelle depuis 1993. Les abonnés ont droit à une version spéciale du magazine, sans titre sur la première de couverture (uniquement l'Ours et l'évaluation BBFC).
Presque exclusivement consacrée aux jeux PC, le magazine a la réputation de donner des examens approfondis.
Le magazine était à l'origine livré avec une disquette de 3 " ½ l'accompagnant (1" (pouce) vaut 2,54 cm, 3 " ½ valent environ 9 cm). Un CD de démo (appelé CD Gamer) l'a ensuite remplacé à partir de l'édition du numéro 11, ce premier CD reprenant le contenu de toutes les disquettes précédentes. Plus tard, le CD unique a été remplacé par deux CD.
Une édition avec un DVD 9 Go connu comme le DVD Gamer a été publiée en même temps que l'édition double CD pendant deux ans, jusqu'à ce que la production du CD Gamer cesse au numéro 162. L'édition britannique est maintenant vendue uniquement dans une version contenant un seul DVD double couche.

#### Contenu
Le magazine a plusieurs rubriques que l'on retrouve dans chaque édition. Il s'agit notamment des sections de "Eyewitness" (témoins oculaires), "Previews", "Cables", où les lettres de lecteurs sont réparties sur deux pages ; au moins un contenu spécial, qui traite de sujets tels que l'impact du jeu vidéo sur l'environnement ; une section "review" contenant les articles et critiques sur les derniers jeux ; et une section "Extra Life" qui parle des mods, de la culture autour du jeu vidéo et qui revisite d'anciens jeux.
Il y a aussi une section "Systems", qui passe en revue et recommande le matériel tels que les cartes vidéo et moniteurs. La dernière page du magazine est intitulée "It's All Over" et se compose généralement d'un artwork lié aux jeux vidéo, par exemple une version détournée du tableau La Persistance de la mémoire de Salvador Dalí mettant en scène des objets du jeu Portal.
Par un temps, l'une des rubrique intitulée "Gamer Snap", était composée de photos amusantes envoyées par les lecteurs. Mais elle a été abandonnée et remplacée par un "guess the game" ("deviner le jeu") où des lecteurs envoient un dessin fait sous Microsoft Paint et représentant une scène mémorable issue d'un jeu vidéo.

### PC Gamer US

#### Historique
L'édition américaine de PC Gamer a été lancée en 1994.
En 1999, Future publishing, alors connu comme Imagine media, rachète son rival, le magazine PC Games et fusionne le personnel.
D'après une étude datée de 2005, les abonnés au magazine sont majoritairement des hommes (97 %), et représentent plus des deux tiers des lecteurs du magazine.

#### Disque de démo
Comme pour l'édition britannique, le magazine est fourni avec un disque de démonstration, toutefois une version sans disque est disponible. Les CD sont remplacés par des DVD, sur la base de un par mois.
Lorsque les jeux avec des séquences en full motion video (FMV) sont devenus populaires au milieu des années 1990, le CD-ROM de PC Gamer inclut également des séquences FMV mettant en scène l'un de ces rédacteurs. Pour accéder au contenu du CD, incluant les démos, patchs et tests, l'utilisateur devait naviguer via un "menu" ressemblant à l'interface de jeux classiques tels que Myst. C'est dans ces séquences de jeu que la mascotte du magazine, Coconut Monkey, apparut tandis que le rédacteur mis en scène quittait le magazine, marquant la transition des CD de démo FMV vers les CD de démo au menu plus contemporain utilisé de nos jours.

#### Coconut Monkey
Coconut Monkey (que l'on pourrait traduire en français par Singe Noix de Coco) est la mascotte de l'édition américaine. Il a été créé par le premier rédacteur en chef, Matt Firme, et inspiré d'un bibelot pour touriste des Bermudes. Coconut Monkey apparaît dans les pages du magazine, et a occasionnellement servi à fournir des commentaires sur les démos disponibles sur le CD d'accompagnant. On le retrouve aussi dans un certain nombre de mods.
Coconut Monkey est souvent utilisé pour parodier les vaporware en faisant la publicité du jeu Gravy Trader, jeu auquel il avait été attribué une note de 101 % mais qui n'est finalement jamais sorti. Le personnage dit souvent qu'il voudrait faire « quelque chose » (suivant la situation), mais trouve l'excuse de « ne pas avoir de mains » comme raison de ne rien faire.